# 595th Command and Control Group

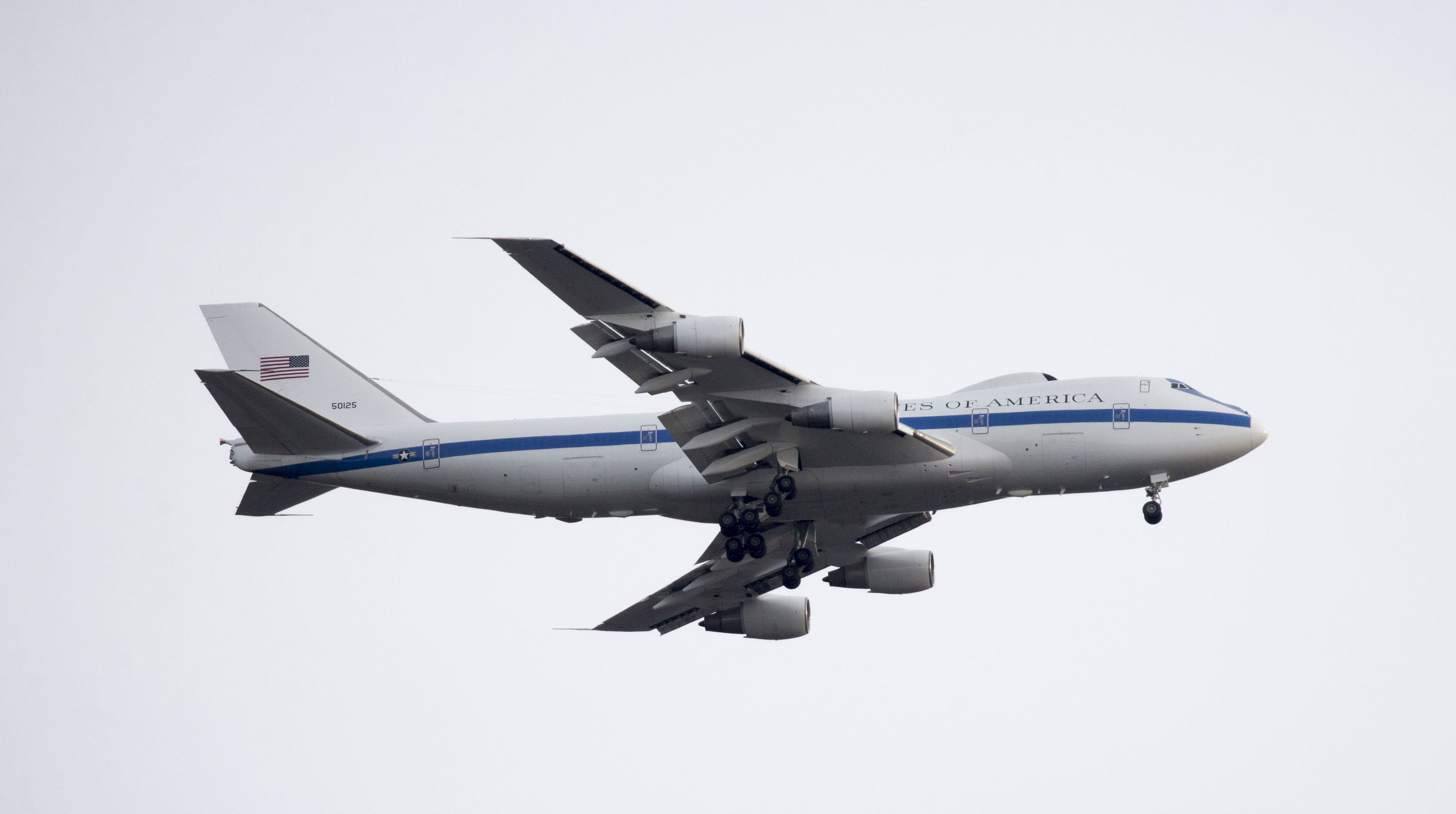
E-4B del Gruppo

Il 595th Command and Control Group è un gruppo di comando e controllo dell'Air Force Global Strike Command, inquadrato nella Eighth Air Force. Il suo quartier generale è situato presso la Offutt Air Force Base, nel Nebraska.

## Missione
Il gruppo assicura la deterrenza strategica americana fornendo equipaggi, operatori e personale di manutenzione per le piattaforme di comando, controllo e comunicazione dell'arsenale nucleare, garantendo la sopravvivenza della National Command Authority, la valutazione strategica in tempo reale e le capacità d'attacco globale.

## Organizzazione
Attualmente, a settembre 2020, esso controlla:
- 1st Airborne Command and Control Squadron - Equipaggiato con 4 Boeing E-4B
- 595th Strategic Communications Squadron
- 595th Aircraft Maintenance Squadron
- 625th Strategic Operations Squadron